# Kapalala (Nsimbo)
Kapalala è una circoscrizione rurale (rural ward) della Tanzania situata nel distretto di Nsimbo, regione di Katavi. Conta una popolazione di 7 207 abitanti (censimento 2022).